# Nora Twomey
Pour les articles homonymes, voir Twomey.
Nora Twomey est une animatrice, actrice, réalisatrice et productrice irlandaise née le 31 octobre 1971 à Cork.

## Filmographie

### Réalisatrice
- 2002 : From Darkness
- 2004 : Cúilín Dualach
- 2009 : Brendan et le Secret de Kells (The Secret of Kells), co-réalisé avec Tomm Moore
- 2017 : Parvana, une enfance en Afghanistan (The Breadwinner)
- 2022 : Le Dragon de mon père (My Father's Dragon)
- 2025 : La légende du clair de lune (The Moonlight's Apprentice), co-réalisé avec Chris Appelhans

### Animatrice
- 2002 : From Darkness
- 2003 : Les Trois Rois Mages (Los reyes magos)
- 2004 : Cúilín Dualach

### Productrice
- 2002 : From Darkness
- 2014 : Somewhere Down the Line
- 2015 : Puffin Rock (39 épisodes)
- 2015 : Eddie of the Realms Eternal

### Actrice
- 2009 : Brendan et le Secret de Kells : Walla
- 2011 : Escape of the Gingerbread Man!!! : Mme Fox
- 2014 : Somewhere Down the Line